# A Milli
A Milli is een single van de Amerikaanse rapper Lil Wayne. De single werd uitgebracht op 23 april 2008 door het platenlabel Cash Money/Universal Motown en behaalde de 6e positie in de Billboard Hot 100.
De titel van het nummer wordt regelmatig afgekort tot "Milli"

## Achtergrond
In 2008 werd het nummer door MTV benoemd tot het beste hiphop-nummer van dat jaar. In het nummer worden samples gebruikt van "I Left My Wallet in El Segundo (Vampire Mix)" van A Tribe Called Quest en "Don't Burn Down the Bridge" van Gladys Knight & the Pips.

## Videoclip
De videoclip werd op 23 juni 2008 opgenomen in Los Angeles in Californië. Op deze zelfde dag werd ook de video voor het nummer "Got Money" opgenomen. De première van de video vond plaats op 2 juli 2008. De clip bevat beelden van Lil Wayne die zich klaarmaakt voor de video opnamen van zijn volgende single "Got Money". De video werd geregisseerd door Dayo Harewood, Jeff Panze en Lil Wayne zelf. Daarnaast zijn er gastrollen weggelegd voor diverse Amerikaanse rappers.
In 2019 is er een versie van dit nummer uitgebracht in een punkrockjasje met Blink 182 op het ritme van "What's My Age Again". En ze treden ook regelmatig samen op sindsdien.

## Remixes
De officiële remix van het nummer, getiteld "A Milli Freemix" werd door Lil Wayne zelf gemaakt om zijn fans te bedanken voor het feit dat zijn album 1 miljoen keer was verkocht in de eerste week. Verscheidene artiesten hebben gefreestyled over de beat van het nummer, waaronder Jay-Z, Busta Rhymes, Chris Brown, Ne-Yo en de Nederlandse rapper Sef.

## Tracklist
1. "A Milli" (Clean)
2. "A Milli" (Explicit)
3. "A Milli" (Instrumental)
4. "A Milli" (a capella)